# Saint-Étienne
Saint-Étienne é uma cidade no centro-leste da França, 60 km ao sudeste de Lyon. Localizada na região de Auvérnia-Ródano-Alpes, Saint-Étienne é a préfecture (capital) do département do Loire. Está situada no Maciço Central.
Os seus habitantes denominam-se Stéphanois  (em memória do passado mineiro Stéphanois da bacia mineira  de Saint-Étienne chamada bacia mineira de Stéphanie).
Com 171.483 habitantes em 2012, é a 14ª maior cidade da França e a 2ª maior da região de Ródano-Alpes, atrás apenas de Lyon, a qual dista 50 km em linha reta e 62 km por via terrestre, feita em 40 minutos por trem. A metrópole de Saint-Etienne é a 2ª maior da região sudeste da França, atrás apenas de Grenoble e a 6ª maior da França, com uma população de aproximadamente 400.000 habitantes e 20.000 empresas instaladas.
Por muito tempo foi conhecida como a cidade das armas, bicicleta e do tecido, pois era a principal produtora destes itens nos séculos XVIII e XIX. Atualmente está engajada em uma renovação cultural e urbana, visando a transição de uma cidade industrial para uma desejada capital do design. A cidade entrou em 2010 na lista da UNESCO das cidades mais criativas da Europa.
Também é conhecida como a cidade sede da equipe de futebol ASSE (Association Sportive de Saint-Etienne), maior vencedora do campeonato francês de futebol e por ter sido sede de grandes eventos esportivos, como o Campeonato Mundial de Futebol de 1998 e a Copa Mundial de Rugby de 2007.

## Geografia
A cidade é atravessada pelo rio Furan, que tem como nascente o massivo do Pilat, próximo à cidade. Uma parte da área do município faz parte do parque nacional do Pilat. Situada à 50 km de Lyon, 50km de Vienne e 140 km de Grenoble, a leste. Ao norte, dista 524 km de Paris, ao sul de 70 km de Puy-en-Velay e a 120km de Valence.
Saint-Étienne constitui um grande conglomerado urbano, com mais de 500.000 habitantes, em crescimento nos últimos anos.

## Clima
O Clima em Saint-Etienne é do tipo semi-continental, sob influência montanhosa, consequência da sua altitude (530 m do nível do mar na média, chegando a picos de 700m) e de sua proximidade do massivo do Pilat. As nevascas do inverno podem ser fortes e a estação fria e seca. A influência do mediterrâneo se traduz fortemente durante o verão, quando a ensolação é superior à média nacional e atinge 2000 horas de sol.
| Cidade         | Ensolação em horas por ano | Chuva em mm por ano | Neve em dias por ano |
| -------------- | -------------------------- | ------------------- | -------------------- |
| Média nacional | 1.973                      | 770                 | 14                   |
| Saint-Étienne  | 1.985                      | 718                 | 24                   |
| Paris          | 1.661                      | 637                 | 12                   |
| Nice           | 2.724                      | 733                 | 1                    |
| Strasbourg     | 1.693                      | 665                 | 29                   |

Durante o verão, as máximas atingem em média 26ºC (com recorde de 41,1ºC) e, durante o inverno, as mínimas atingem -1,5ºC (com recorde de -25,6ºC).

## Toponímia
Uma lenda explica que, em tempos dos Romanos, a aldeia de Furanum, cujo nome vem de Furan, o rio que a atravessava. Este nome mudou para Furania, mantido até à Idade Média.
Os primeiros documentos escritos (em 1184) da cidade mencionam Sancti Stephan de Furano (Saint-Étienne de Furan).
A cidade, conhecida pelas suas fábricas de armas, foi momentaneamente redesignada durante a Revolução Francesa com o nome de Armeville ou Commune d’Armes.
Entre 1969 e 1970, ela passou a chamar Saint-Étienne-sur-Loire, com a fusão das vilas de Saint-Etienne e Saint-Victor-sur-Loire.

## Transporte
Como a maior parte das grandes cidades francesas, Saint-Étienne tem problemas de circulação no centro. Algumas ações de melhorias foram feitas para solucionar estes problemas, como a criação de uma segunda linha de bonde e a criação de uma grande avenida no centro, liberando acesso das vias menores de bairro.

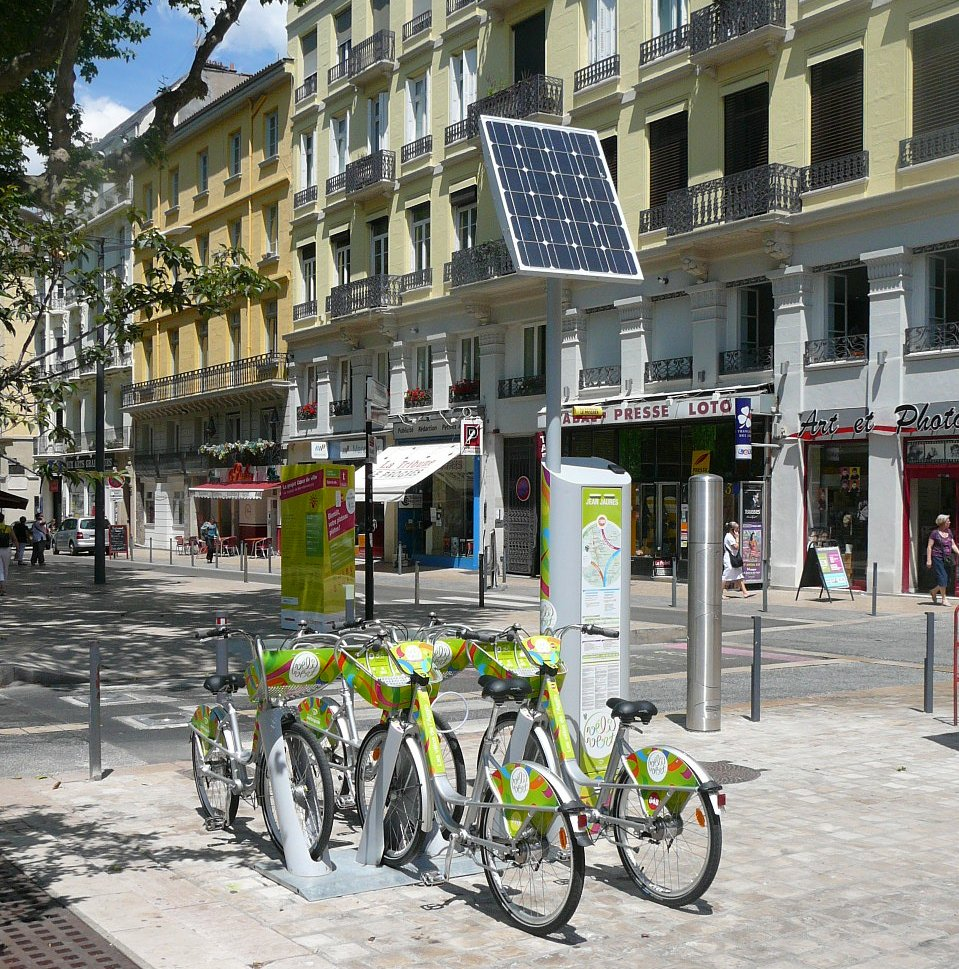
Estação de locação de bicicletas Vélivert

### Bicicleta e ciclovias
Um serviço de locação de bicicletas, chamado de Vélivert e composto de 360 bicicletas espalhadas pelo município foi posto a disposição da população em 2010. A cidade que no passado era conhecida como fabricante de bicicletas, volta a colocar este meio de transporte em foco.

### Ferrovias
Cinco estações de trem servem a cidade, sendo a maior delas a estação a Saint-Étienne - Châteaucreux, com 4 TGVs diários conectando Paris em menos de 3 horas e também TERs que ligam outras metrópoles. A linha de TER Saint-Etienne-Lyon é o trajeto mais movimentado na França. Também incluem as estações Carnot, Bellevue, Le Clapier e La terrasse.

### Transporte público

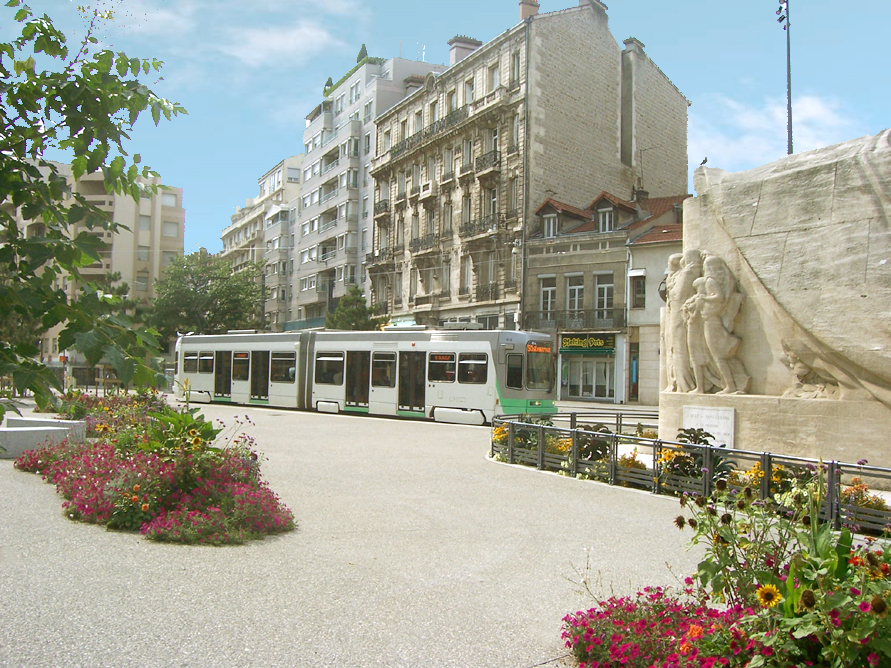
Bonde de Saint-Étienne

Saint-Étienne é uma das poucas cidades francesas a manter seus bondes desde a origem. Ele funciona sem interrupção desde 1881 e foi reformulado em 2006, com a construção de uma ligação entre o centro e a estação ferroviária. A malha é composta de 3 linhas de bonde (11,6 km de linhas), 60 linhas regulares de ônibus (4 são linhas noturnas), sendo que 98% dos veículos utilizam energia renovável (gás e elétrico).
A rede de ônibus, bonde e trem TER da região Auvérnia-Ródano-Alpes é integrada e é possível usar o mesmo bilhete para utilizar os transportes das metrópoles da região, Saint-Étienne, Lyon, Grenoble, Valence e Vienne.

Chegada do bonde no aeroporto Lyon-Saint-Exupéry

### Transporte aéreo
O aeroporto internacional de Saint-Étienne oferece voos de Saint-Étienne até Porto (Portugal), Tel Aviv (Israel), Dubai (Emirados Árabes) e Istanbul (Turquia) algumas vezes por semana, além de voos para aviões particulares. Os voos são geralmente de companhias low-cost, como a Ryanair.
O aeroporto Lyon-Saint-Exupéry se encontra a 1 hora de Saint-Étienne, com opções de translado ligando a cidade ao aeroporto. Este aeroporto possui conexões com vários outros países e companhias maiores. Também funciona como hub na região sudeste da França. Um TGV ligando este aeroporto com Paris também existe.

## Economia
Com mais de 20.000 empresas, sendo 1.500 da área industrial, Saint-Étienne ainda tem forte herança do seu passado manufaturista. Empresas do setor de manufatura de peças empregam cerca de 70% da força de trabalho do departamento de Loire.
Grandes multinacionais como Grupo Casino, Axle Tech International, Thalès, Gibaud, HEF e Weiss tem sede na cidade, com destaque para a primeira empresa (Casino), que é também dona do estádio de futebol da cidade.

## Cultura e patrimônio
O patrimônio arquitetônico da cidade é marcando nos prédios construídos entre os séculos XIX e XX. Isto value a cidade o título de Cidade da Arte e da História em 2000. Desde 22 de novembro de 2010, Saint-Étienne é a 1ª cidade francesa e a 2ª européia, atrás apenas de Berlin, a ser listada pela UNESCO como Cidade Criativa.
Prédios como o da Drograria, Bolsa do Trabalho, Prefeitura e Museu das Armas são exemplos deste rico patrimônio da cidade.
A cidade ainda conta com 700 hectares de parques e espaços verdes. A alguns minutos da cidade, se localiza Saint-Victor-sur-Loire, cidade com uma praia lacustre, bem movimentada no verão. Também próxima está Rochetaillée, com seus castelos e também o parque nacional do Pilat, com florestas nativas e montanha, com mais de 700 km² de área para a prática de esportes de inverno.

### Edifícios religiosos
- Catedral Saint-Charless: fundada em 1912, com estilo neogótico primitivo, em forma de cruz latina, ela mede 80 metros de comprimento e 17 metros de largura. O órgão é de 1930.
- A grande igreja: fundada no século XV, estilo gótico e considerada monumento histórico desde 1949.
- Igreja Notre-Dame: erguida no século XVII, de fachada jesuíta.
- Igreja Saint-Pierre Saint-Paul: também chamada de igreja de la Rivière, pois está situada no bairro de mesmo nome, ela foi construída entre 1859 e 1861 e inaugurada em 1862. Em 1938 foi reformada.[18]

### Parques
Saint-Étienne é uma das cidades francesas com mais espaços verde, com mais de 700 hectares de parques e jardins públicos. Abaixo os principais:
- Parc Montaud: de área de 50 hectares, é o maior da cidade. Rico de flora variada e esculturas, o parque tem altitude média de 643 metros do nível do mar, excelente para astrônomos amadores.
- Parc de l'Europe: o parque foi criado em 1964 e em 1992 foi expandido de 9 para 11 hectares. Próximo ao Rond-Point, ao sul da cidade, este parque é frequentado por público diversificado que o utiliza para caminhadas e passeio com animais. Possui área de brinquedos para cachorros. Também tem áreas para prática de patins e skate. É um dos parques mais arborizados da cidade, com um percurso todo coberto de árvores.[20]

- Jardin des Plantes: este grande parque se situa na colina Villeboeuf e oferece uma bela vista da cidade. A Ópera-Teatro de Saint-Etienne se localiza neste parque.
- Parque de la Perrotière: parque situado no bairro Terrenoire com um pequeno castelo no meio.
- Parc François-Mitterrand: situado no bairro Manufacture, este parque é cercado por um boliche, um ringue de patinação e uma piscina municipal.

Em 2014, Saint-Étienne recebeu o título de "Cidade Florida", atribuído pelo Conselho Nacional das Cidades Floridas da França, no concurso deste ano.

## Educação e Cultura
A cidade também é um pólo educacional regional de ponta, possuindo muitas universidades. Abriga cerca de 25.000 estudantes do ensino superior e foi considerada em 2013 pela revista L'Étudiant como a 8ª melhor cidade da França para estudantes do ensino superior e como a 1ª em crescimento do número destes estudantes. Algumas das maiores universidades da cidade são: École nationale supérieure des mines de Saint-Étienne (EMSE), EMLYON Business School, Université Jean-Monnet, Télécom Saint-Étienne, École nationale d'ingénieurs de Saint-Étienne (ENISE) e École nationale supérieure d'architecture de Saint-Étienne (ENSASE).
Também possui vários museus, com destaque aos dedicados à forte economia do século XIX, como o Musée d'art et d'industrie e o Musée de la mine, mas também ao novo rumo da cidade com foco no design, como o Musée d'art moderne et contemporain.

### Museus e espaços culturais
- Musée d'art moderne et contemporain: contempla a 2ª maior coleção de arte moderna da França, com mais de 20.000 obras de arte.[21] De Picasso à Léger, este museu contém peças originais e reformadas dos maiores artistas contemporâneos.
- Musée d'art et d'industrie: instalado em prédio histórico, no meio de um jardim, este museu conserva a 1ª coleção mundial de tecidos e armas da França. Ele conta também a história do passado de sucesso da cidade de Saint-Etienne.[22]
- Musée de la mine: inaugurado em 1991, este museu leva o visitante ao centro de uma antiga mina, onde é possível ver como funcionava este lugar e também a dura vida de um minerador.
- Musée des Verts: museu dedicado à equipe de futebol local ASSE (Association Sportive de Saint-Étienne).Cité du Design

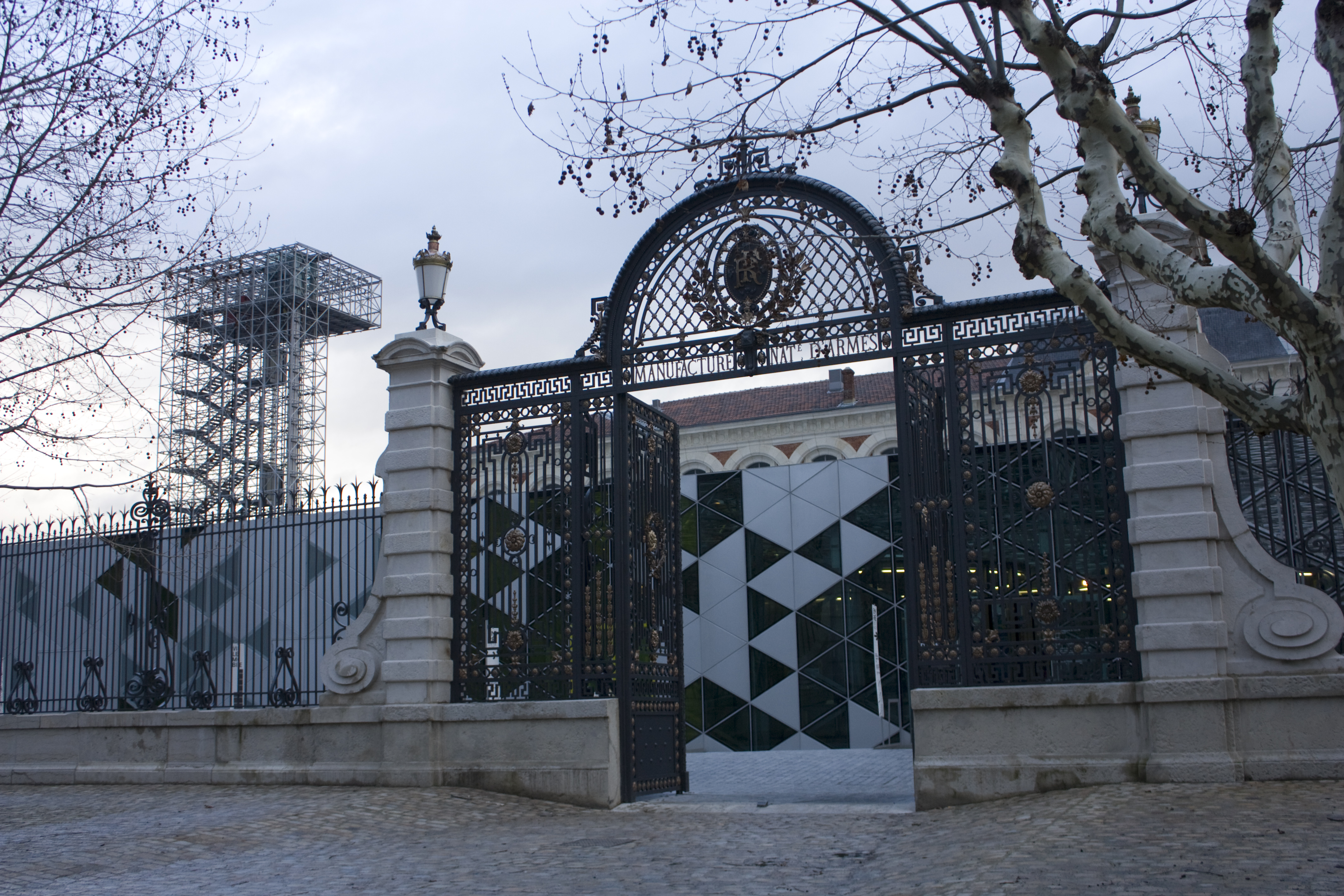
Cité du Design

- Cité du design: inaugurado em 2009, este museu dedicado ao design já abrigou a Bienal Internacional de Design.
- Zénith: inaugurado em 2008, espaço pode receber 7.200 pessoas em shows e eventos sociais. É o primeiro Zénith da região Ródano-Alpes.
- Planétatium de Saint-Étienne: destinado ao aprendizado da astronomia e observação do Universo, fica na Cours Fauriel e foi totalmente reformado em 2006.[23]
- La Rotonde: centro para aprendizado de ciências para crianças, com experimentos práticos em torno de vários temas da ciência. É vinculado à École des mines de Saint-Étienne.
- Comédie de Saint-Étienne: foi o primeiro teatro dedicado à comédia da França.[24]

## Esporte

### Eventos esportivos
- Futebol
  - Euro 1984[25]

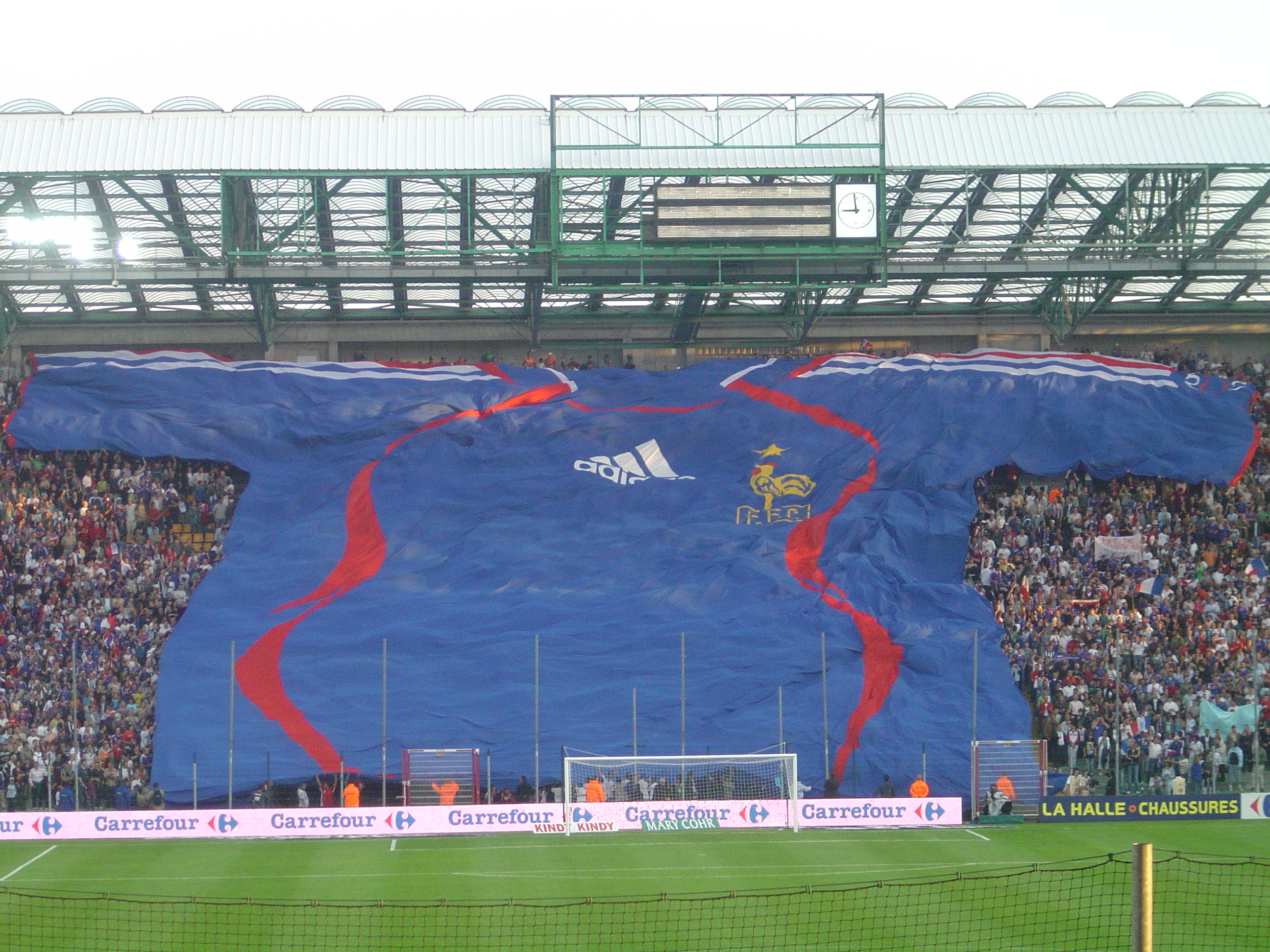
Jogo amistoso da França realizado em Saint-Etienne

  - Copa do mundo de futebol 1998[26]
  - Copa do mundo de futebol feminino 2003
  - Copa das confederações 2003[27]
  - Euro 2016
- Rugby:
  - Copa do mundo de rugby XV 2007[28]
- Ciclismo
  - Tour de France: a cidade já fez parte de 24 etapas em 22 edições.[29]
  - Grand Prix de Saint-Etienne Loire: evento que ocorre desde 1998 no último sábado de março.

### Equipes esportivas
- Futebol:
  - ASSE - Association Sportive de Saint-Étienne: equipe principal na primeira divisão da Ligue 1 e equipe reserva na quarta divisão (CFA)
    - Equipe dominou o futebol francês na década de 1960
    - 10 títulos nacionais (melhor equipe francesa em número de títulos da história)
    - 6 títulos da Copa da França
    - 1 vez finalista da Copa dos Compeões da Europa
    - O ASSE foi eleito o clube francês mais popular[30] e o público stéphanois faz parte do top 10 dos maiores espectadores do mundo.
    - O estádio da equipe (Geoffroy-Guichard) tem capacidade para 35.616 espectadores.

  - Section féminine de l'ASSE: equipe de futebol feminino no D1

- Rugby
  - Club athlétique de Saint-Étienne Loire: equipe da terceira divisão do campeonato francês

- Ginástica artística: pólo nacional da equipe feminina[31]

## Galeria de fotos

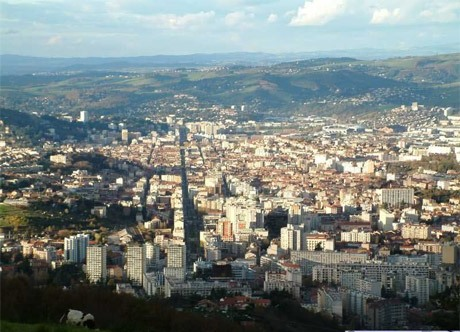
Vista aérea da cidade
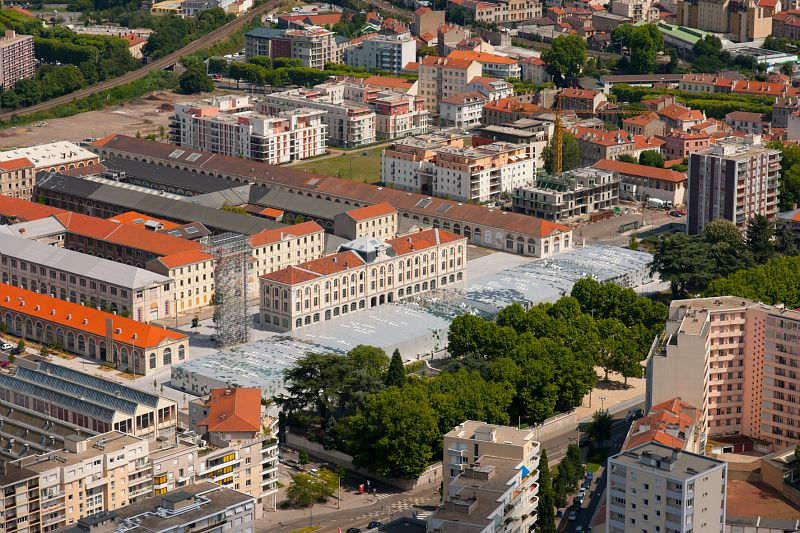
Cité du Design (museu de design)
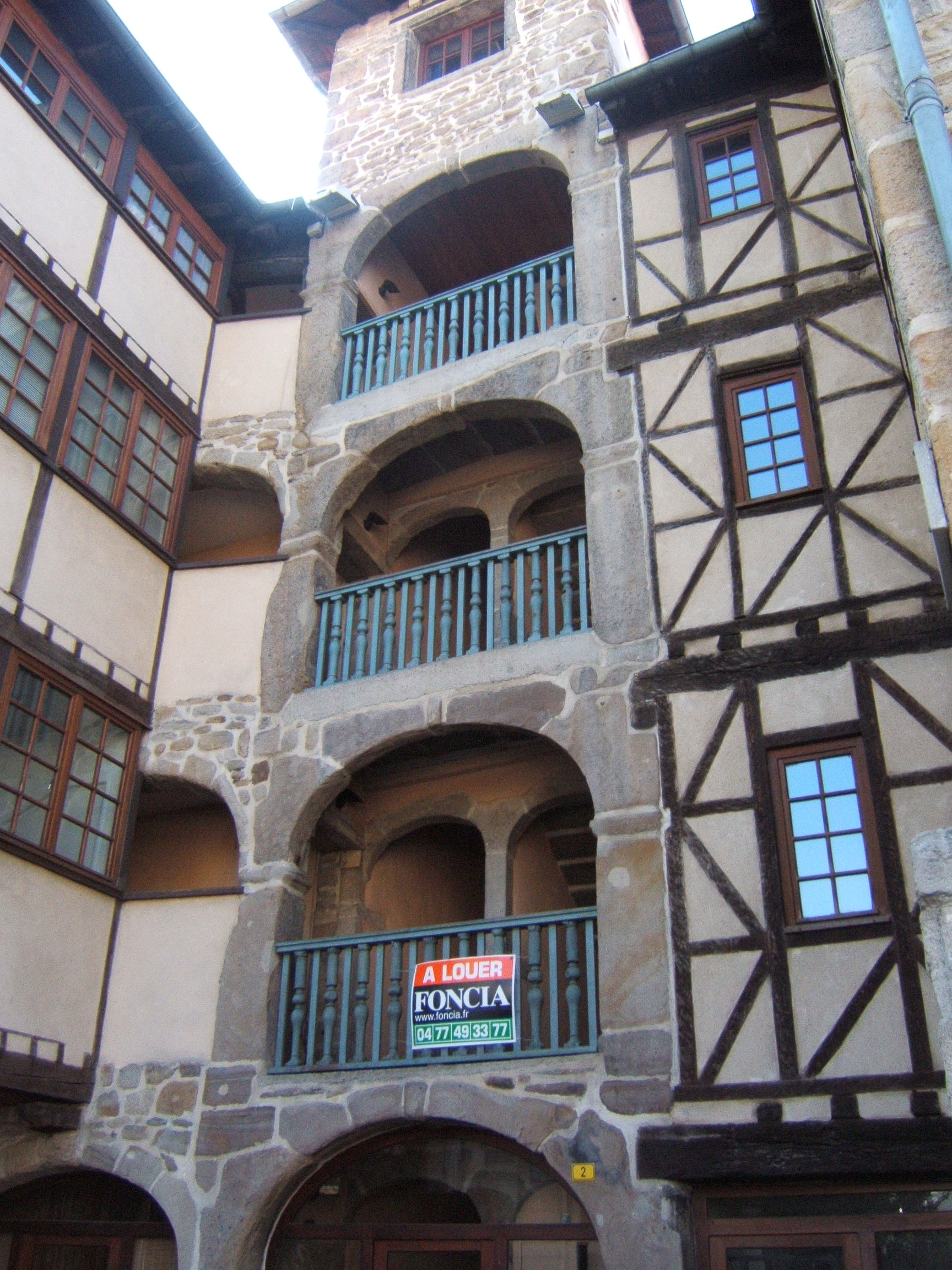
Antigo casarão do centro histórico reformado
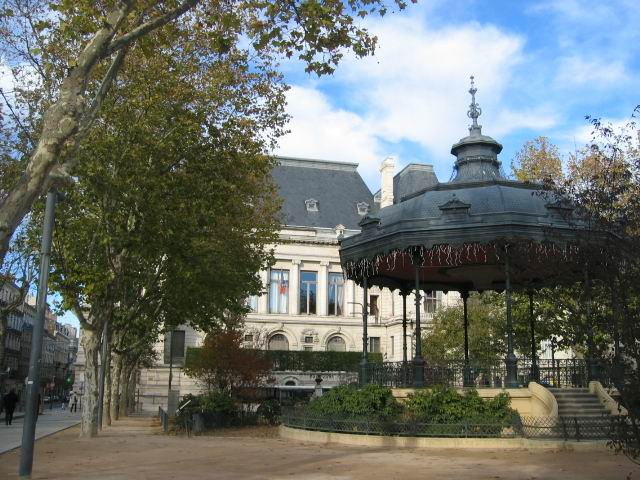
Praça Jean-Jaurès no centro
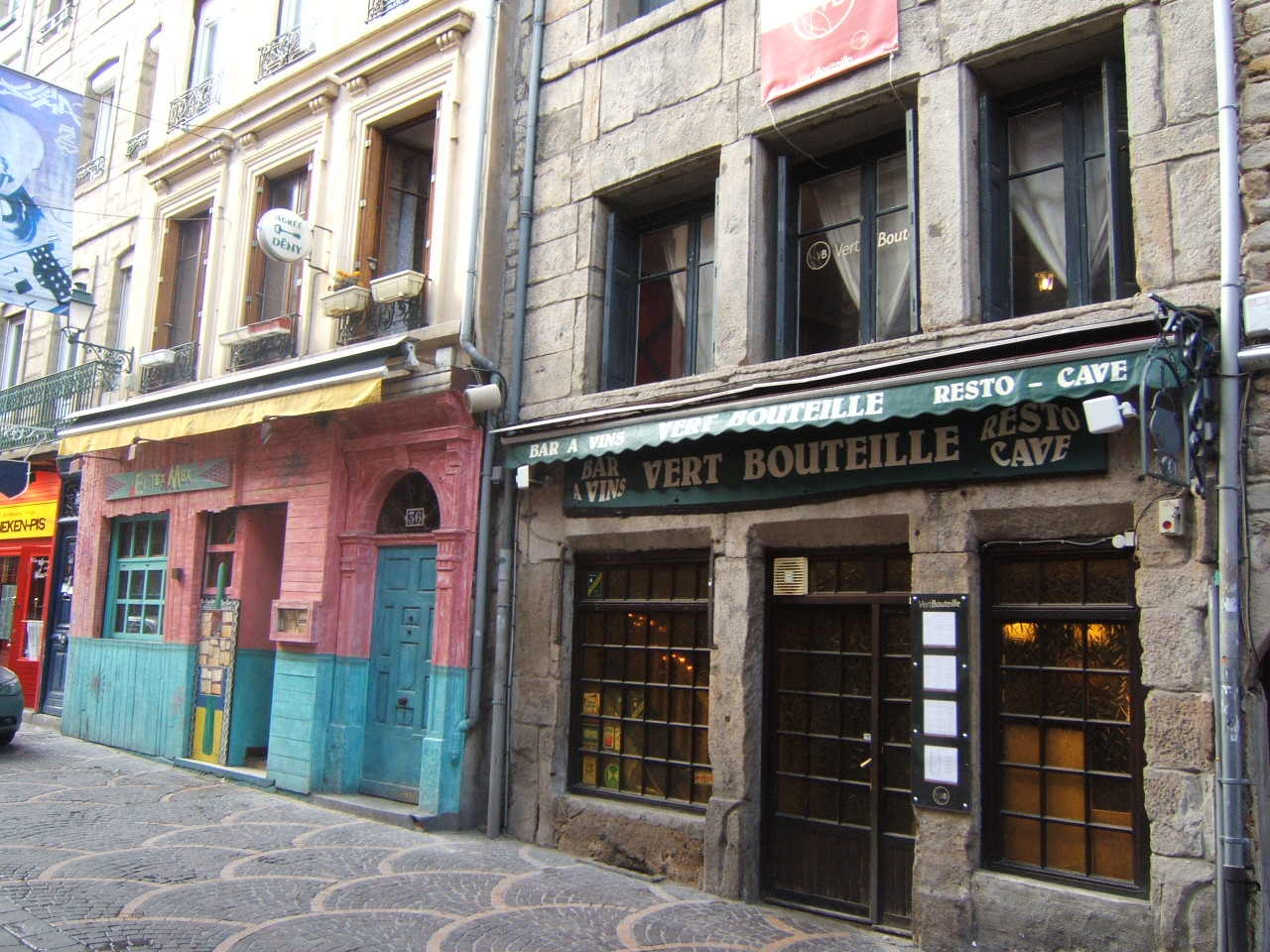
Rua de pedestres no centro da cidade
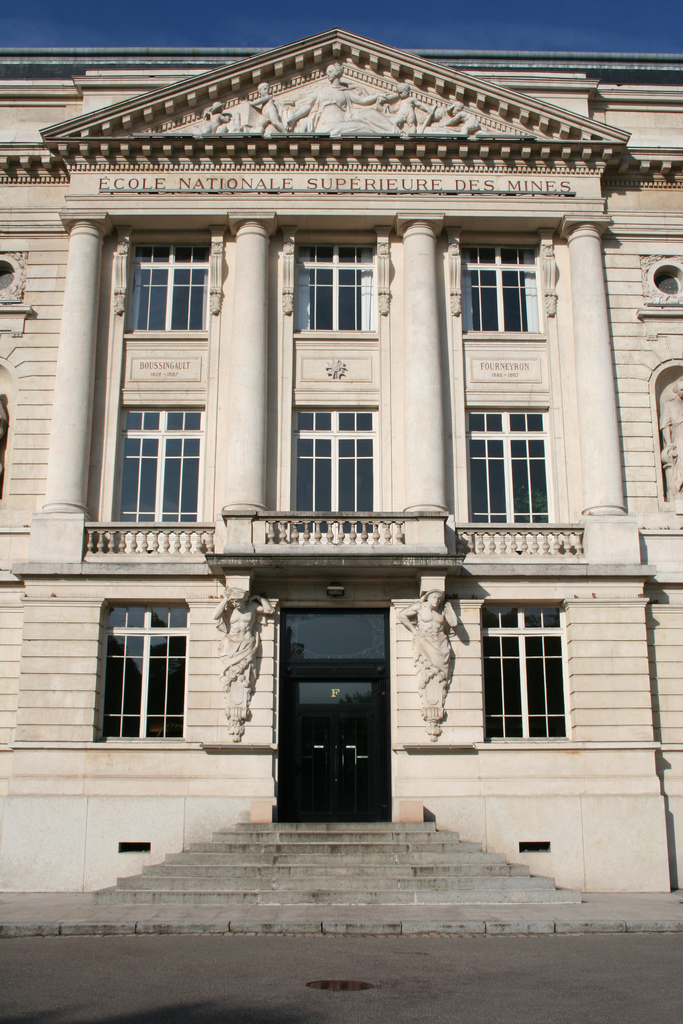
École des Mines
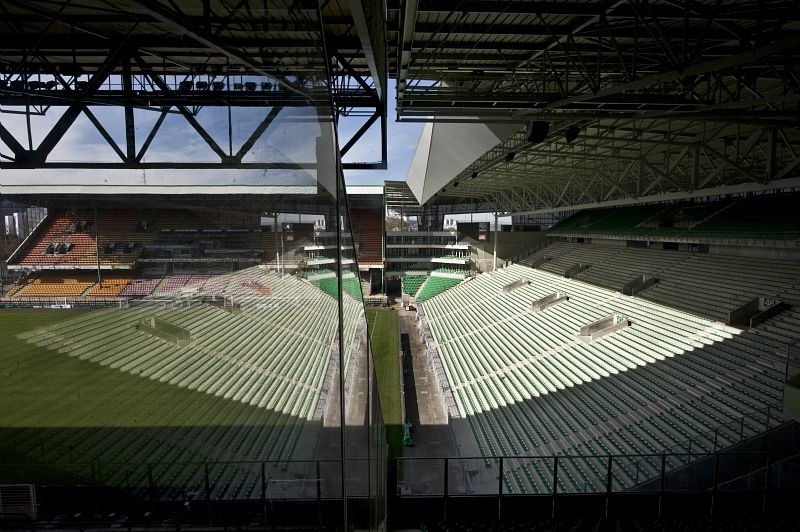
Estádio Geoffroy-Guichard da equipe ASSE